# Lee Ka-eun
Lee Ka-eun (Hangul: 이가은;  Seúl, 20 de agosto de 1994), más conocida como Kaeun, una cantante, rapera y bailarina surcoreana, conocida por haber sido miembro del grupo femenino surcoreano After School, desde 2012 hasta 2015.

## Vida personal
Kaeun ingresó a la escuela primaria en Japón y su fluidez con el idioma da gran beneficio al grupo con sus promociones en ese país. Kaeun también toca la flauta.

## Carrera

### Predebut
El 9 de abril de 2012, Pledis Entertainment reveló que un nuevo miembro ingresaría al grupo. El día siguiente, se reveló que el nuevo miembro era Kaeun. Kaeun hizo su primera aparición con After School en su primer concierto japonés. Ella cantó junto After School Bang! y toco la batería en la canción Let's Do It con el grupo. Ahí es donde fue introducida a los fanes por E-Young como nuevo miembro de After School.
Hizo su debut en el grupo con el lanzamiento de su quinto sencillo "Flashback".
En 2015, se reportó que había abandonado Pledis Entertainment, por lo tanto también dejaría After School. Tiempo después, lanzó una canción como agradecimiento a sus fanes.
En 2018, se anunció que Kaeun participaría en el programa de supervivencia de Mnet llamado PRODUCE48. En el capítulo final su ranking fue #14, quedando fuera del grupo oficial. Sin embargo, luego se confirmó que Produce 48 alteró los votos y en realidad Kaeun ocupó el puesto #5, por lo que si entraba en el grupo proyecto.

### Debut
Kaeun realizó su debut junto al grupo el 21 de junio de 2012, realizando Flashback junto a After School en M! Countdown. Ella actualmente es la vocalista del grupo, también previamente rapeó cuando Nana estaba ausente.

### Televisión
En septiembre de 2021 se unió al elenco recurrente de la serie High Class donde interpretó a Rachel Cho, una joven profesora de la escuela internacional HSC que creció en Canadá, quien piensa en su trabajo como un simple trabajo y apaga el teléfono del trabajo tan pronto como sale de ahí para poder continuar con sus actividades de ocio.

## Filmografía

### Series de televisión
- 2021: High Class (tvN) - como Rachel Cho.
- 2022: The Empire (JTBC) - como  Jang Ji-yi.[2]
- 2023 Pale Moon(ENA-Genie TV ) - Yoon-So.[3]

### Programas de variedades
Shows de variedades
- JTBC High Society (2012) junto a Raina, Lizzy y E-Young.
- Music & Lyrics Season 2 (2012) junto a E-Young.
- Chuseok Wrestling Special (2012) junto a Nana, E-Young, Raina y Lizzy.
- KBSWorld Seri Kitchen (2012) junto a E-Young.